# Gare de Saverdun
Gare de Saverdun – stacja kolejowa w Saverdun, w departamencie Ariège, w regionie Oksytania, we Francji.
Została otwarta w 1861 przez Compagnie des chemins de fer du Midi et du Canal latéral à la Garonne. Jest przystankiem kolejowym Société nationale des chemins de fer français (SNCF), obsługiwana przez pociągi TER Midi-Pyrénées.

## Położenie
Znajduje się na wysokości 232 m n.p.m., na km 48,376 linii Portet-Saint-Simon – Puigcerda, pomiędzy stacjami Cintegabelle i Vernet-d’Ariège.